# Kościół Źródła Miłosierdzia Bożego w Stalowej Woli
Kościół Źródła Miłosierdzia Bożego w Stalowej Woli – rzymskokatolicki kościół parafialny należący do parafii św. Floriana w Stalowej Woli (dekanat Stalowa Wola diecezji sandomierskiej).
Świątynię zbudowano w latach 2014–2017 z rozbudowy dotychczasowej kaplicy pod wezwaniem świętej Anny. Kaplica ta wzniesiona została w latach 1982–1983 pod nadzorem ks. Jana Kozioła. Rozbudowę kaplicy nadzorował ks. Marian Balicki. Obecnie pełni funkcję kościoła parafialnego, z wyjątkiem kilku mszy świętych tradycyjnie sprawowanych w starym kościele pw. św. Floriana. Oś nowej świątyni została zaprojektowana prostopadle do dawnej osi kaplicy i w tym również kierunku została wzniesiona nawa nowego kościoła. Dawna kaplica stanowi obecnie pewnego rodzaju transept, usytuowany jednak w przedniej części świątyni. Nowoczesny charakter budowli jest widoczny w niesymetrycznej bryle, jak gdyby składającej się z kilku podobnych do siebie segmentów, pozbawionych symetrii, pooddzielanych świetlikami w namiocie dachu, z oryginalnym, drewnianym podbiciem zachowanym w starszej części świątyni i witrażach, odpowiadających stylem całej świątyni. Mimo pierwotnego modernistycznego charakteru kościół charakteryzuje się również cechami postmodernistycznymi. Są nimi dźwigary wykonane z drewna klejonego, powtarzający się motyw trójkątnych lunetek i wykuszy oraz ostrosłupowa wieżyczka. W ołtarzu głównym znajduje się tabernakulum umieszczone w witrażowej dekoracji oraz obraz Jezu ufam Tobie.